# Accord de libre-échange entre le Canada et la Jordanie
L'accord de libre-échange entre le Canada et la Jordanie (ALECJ) est un accord de libre-échange signé le 28 juin 2009, en même temps d'un accord sur l'environnement, sur le travail et sur la protection des investissements étrangers. Il est entré en vigueur le 1er octobre 2012. Les négociations pour la création de cet accord ont commencé le 20 février 2008.